# Золотая жар-птица
Золотая жар-птица (укр. Золота жар-птиця) — украинская национальная музыкальная премия, основанная в 1996 году и возрождённая в 2018 году. Премия от телеканала «М2» направлена на определение выдающихся достижений в музыкальной индустрии и вручение наград за вклад в отечественный шоу-бизнес.

## История
Премия основана в 1996 году компанией «Таврийские игры» которая стала первой музыкальной премией Украины. Победителей определяли авторитетные эксперты. Главные музыкальные награды страны вручали на фестивале «Таврийские игры» в Каховке. А в 1999 году церемония награждения состоялась в киевском дворце искусств «Украина». В 2004 году премия временно прекратила свое существование.
14 марта 2018 года, на официальной пресс-конференции, телеканал «М2» и компания «Таврийские игры» анонсировали возвращение национальной музыкальной премии.
19 мая 2018 года в Национальном дворце искусств «Украина» состоялась девятая церемония награждения национальной музыкальной премии «Золотая жар-птица», которая сопровождалась музыкальным шоу с участием украинских исполнителей.
Национальная музыкальная премия «Золотая жар-птица» от телеканала «М2» направлена на определение выдающихся достижений в музыкальной индустрии и вручение наград за вклад в отечественный шоу-бизнес. Награды в виде пера золотой жар-птицы получают победители в следующих номинациях: певец года, певица года, поп-группа, рок-группа, хит года, клип года, новые имена, баллада года, прорыв года, народный хит, дэнс-хит, инди.
Определение победителей происходит в два этапа. В каждой номинации попадает 5 артистов, чьи клипы получили самые высокие рейтинги в эфире телеканала «М2» за год. Далее список номинантов попадает к экспертному жюри, которые путем индивидуального голосования и определяют победителей. В состав жюри входят радио и телепродюсеры и персоны украинского шоу-бизнеса. Церемония награждения национальной музыкальной премии «Золотая жар-птица» от телеканала «М2» обычно сопровождается музыкальным шоу с участием украинских артистов первого эшелона.

## Список церемоний
| Год  | Дата       | Название                                             | Хит рока                          |
| ---- | ---------- | ---------------------------------------------------- | --------------------------------- |
| 1996 | 17 июля    | Премия «Золотая жар-птица» (1-я церемония вручения)  | «Ти мій» — Ирина Билык            |
| 1997 | 3 июля     | Премия «Золотая жар-птица» (2-я церемония вручения)  | «Весна» — Вопли Видоплясова       |
| 1998 | 10 декабря | Премия «Золотая жар-птица» (3-я церемония вручения)  | «Світанок» — Руслана              |
| 1999 | 21 декабря | Премия «Золотая жар-птица» (4-я церемония вручения)  | «Місяць» — Наталья Могилевская    |
| 2001 | 18 июля    | Премия «Золотая жар-птица» (5-я церемония вручения)  | «Попытка № 5» — ВИА Гра           |
| 2002 | 28 июня    | Премия «Золотая жар-птица» (6-я церемония вручения)  | «911», «Друг» — Океан Эльзы       |
| 2005 | 10 марта   | Премия «Золотая жар-птица» (7-я церемония вручения)  | «Три звичайних слова» — Ани Лорак |
| 2018 | 19 мая     | Премия «Золотая жар-птица» (9-я церемония вручения)  | «Калина» — Alyosha                |
| 2019 | 18 апреля  | Премия «Золотая жар-птица» (10-я церемония вручения) | «Плакала» — KAZKA                 |
| 2020 | 31 мая     | Премия «Золотая жар-птица» (11-я церемония вручения) | «Дим» — Время и Стекло.           |

## Наиболее премированные и номинированные артисты
В 2018 году больше всего наград (по 2) одержали Tayanna и Олег Винник.
В 2019 году больше всего наград выиграли Злата Огневич и «KAZKA» — по две статуэтки.
В 2020 году больше всего номинаций получила «NK» (4 категории) и Тины Кароль. Больше всего наград выиграла группа «Время и Стекло», они выиграли в номинациях: группа года, хит года и dance-хит.
В целом, наибольшее количество номинаций, по состоянию на 2020 год, имеют Злата Огневич (8), Alyosha (8), Антитела (7) и The Hardkiss (7).
Участники по количеству номинаций (с 2018 по 2020 год)
8 номинаций
- Злата Огневич
- Alyosha

7 номинаций
- Антитела
- The Hardkiss

6 номинаций
- Олег Винник
- NK
- KAZKA
- Kadnay
- Андриана

5 номинаций
- Александр Пономарев
- Без обмежень
- Вопли Видоплясова
- Оля Цибульская
- Ирина Федишин
- Андрей Kishe

## Выступления
| Год  | Исполнитель |
| ---- | --- |
| 2018 | Tayanna The Hardkiss TamerlanAlena MONATIK Александр Пономарев Без обмежень Sonya Kay Наталка Карпа СКАЙ Kadnay NK Alyosha Ирина Федишин Mozgi Время и Стекло Michelle Andrade |
| 2019 | The Hardkiss KAZKA Jamala Сергей Бабкин Alyosha Вопли Видоплясова Злата Огневич Pianoбой Без обмежень Tarabarova Андриана Александр Пономарёв Тина Кароль и другие             |